# Université des sciences appliquées de Tampere

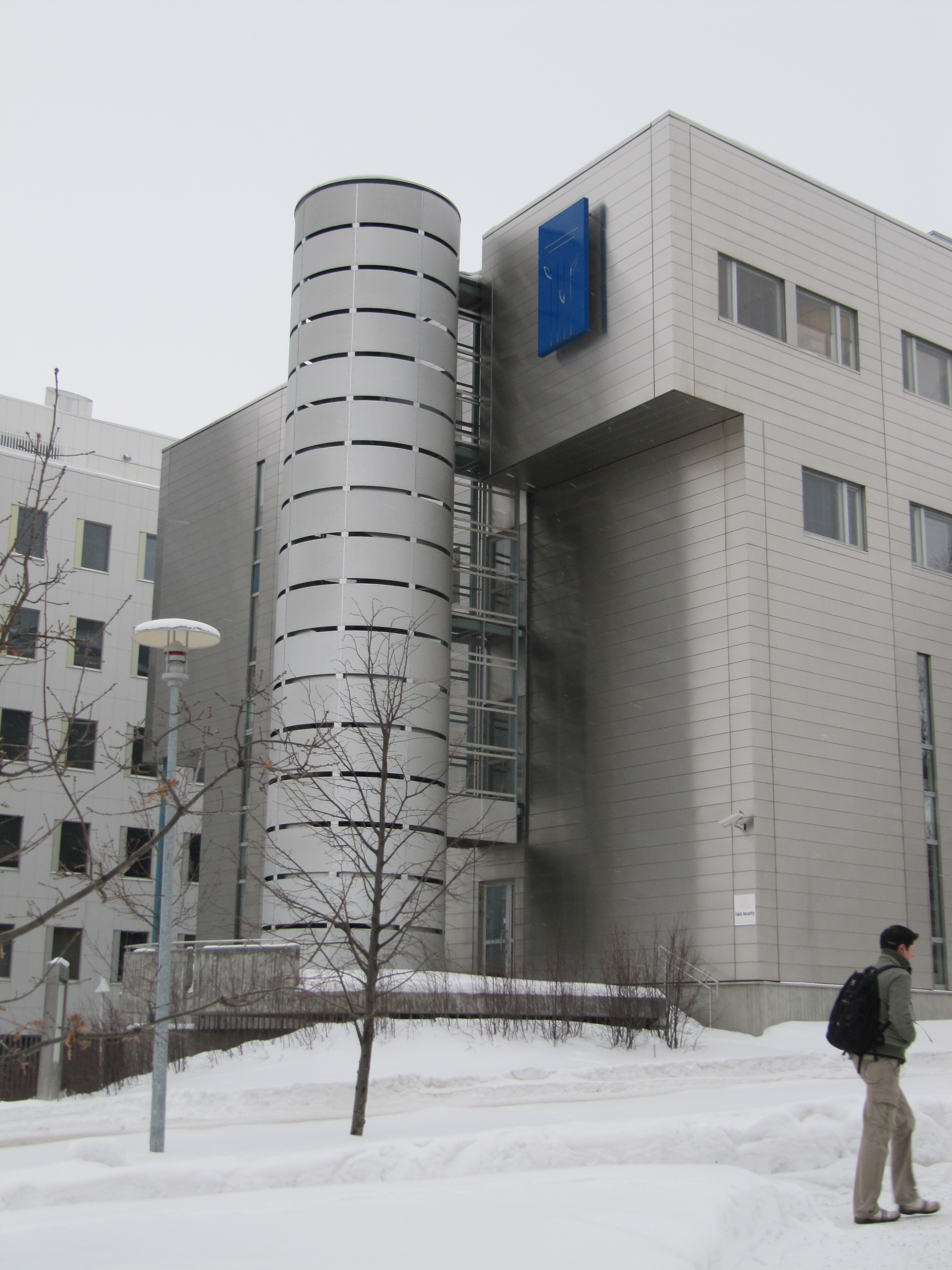
Université des sciences appliquées de Tampere

L'université des sciences appliquées de Tampere (finnois : Tampereen ammattikorkeakoulu) est une université publique, située dans le quartier de Kauppi à Tampere en Finlande. 
Elle a pour objectif de dispenser des formations professionnelles.

## Histoire
Début 2019, l'université technologique de Tampere et l'université de Tampere ont fusionné pour former la nouvelle université de Tampere.
La ville de Tampere a transféré sa participation de 87% dans TAMK à la fondation de l'université de Tampere.

## Organisation
Ses campus sont situés à Tampere, Ikaalinen, Mänttä-Vilppula et Virrat.